# William Botting Hemsley
William Botting Hemsley (East Hoathly, Sussex, 29 de dezembro de 1843 — Broadstairs, Kent, 7 de outubro de 1924) foi um botânico, curador do herbário dos Royal Botanic Gardens, Kew, que se distinguiu no estudo das floras centro-americana e macaronésica, tendo sido distinguido em 1909 com a Victoria Medal of Honour e em 1913 feito doutor honoris causa pela Universidade de Aberdeen.

## Biografia
Nasceu em East Hoathly, Sussex, numa família intimamente associada à jardinagem, pelo que o seu conhecimento das plantas começou cedo. Recebeu uma educação domiciliar, preparado pelo seu pai para trabalhar como jardineiro. Em 1860, com 16 anos de idade, começou a trabalhar nos Royal Botanic Gardens, Kew como aprendiz (improver), passando depois a curador assistente para a coleção da Índia no herbário da instituição, terminando a sua carreira como curador (Keeper) do herbário e biblioteca da instituição. Dedicou-se à investigação e à escrita, tendo produzido grande números de trabalhos sobre botânica tendo como base as coleções do herbário. Especializou-se na flora centro-americana, mas também escreveu sobre a flora de outras regiões, com destaque para a Macaronésia e a China.
Juntamente com a ilustradora Matilda Smith, Hemsley trabalhou na edição dos dois volumes das ilustrações da flora da Nova Zelândia de Thomas Frederick Cheeseman. Participou da preparação de partes do trabalho de Daniel Oliver sobre a flora da África Tropical, sendo autor dos capítulos sobre as Rhamneae (no volume 1), Campanulaceae (no volume 3), Scrophulariaceae (no volume 4) e Balanophoreae (no volume 6). Durante sua atividade científica, descreveu cerca de 50 géneros de plantas e milhares de espécies.
Em 1888, o botânico belga Célestin Alfred Cogniaux (1841-1916) propôs o seu nome como epónimo do género Hemsleya, um género de plantas com flor do sueste da Ásia, pertencente à família Cucurbitaceae.
Associado da Sociedade Lineana de Londres desde 1875 e seu membro desde 1896. Foi eleito Fellow of the Royal Society em 6 de junho de 1889. Em 1913 recebeu o grau de doutor honoris causa pela Universidade de Aberdeen.

## Publicações
Entre outras, William B. Hemsley é autor das seguintes obras:
- William Botting Hemsley (1873). Handbook of Hardy Trees, Shrubs, and Herbaceous Plants: Based on the French Work of Messrs. Decaisne and Naudin Entitled 'Manuel de L'amateur Des Jardins,' and Including the Original Woodcuts by Riocreux and Leblanc. [S.l.]: Estes & Lauriat.
- Biologia Centrali-Americana; Or, Contributions to the Knowledge of the Fauna and Flora of Mexico and Central America (obra em 5 volumes editada por Frederick Du Cane Godman (1834-1919) e Osbert Salvin (1835-1898), editados em 1879-1888):
  - Vol.1
  - Vol.2
  - Vol.3
  - Vol.4
  - Vol.5.
- Botany of the Bermudas and various other Islands of the Atlantic and Southern Oceans, 1885.
- Botany of Juan Fernandez, South-eastern Molluccas, and the Admiralty Islands, 1885.
- An Enumeration of All the Plants Known from China Proper, Formosa, Hainan, Corea, the Luchu Archipelago, and the Island of Hong Kong. (em colaboração com Francis B. Forbes), 1887.
- Diagnoses Plantarum Novarum (1878-1880).
- Report on Scientific Results of Voyage of HMS Challenger : Botany (1885).
- Handbook of hardy trees, shrubs, and herbaceous plants, 1873 (совместно с em francês:  Joseph Decaisne)
- Diagnoses Plantarum Novarum Vel Minus Cognitarum Mexicanarum Et Centrali-Americanarum, 1878
- Report on the botany of the Bermudas and various other islands of the Atlantic and Southern oceans, 1880
- The Gallery of Marianne North’s Paintings of Plants and Their Homes, Royal Gardens, Kew…, 1882
- The gallery of Marianne North’s paintings of plants and their homes, Royal Gardens, Kew. Descriptive catalogue, 1886
- Illustrations of the New Zealand flora Vol.1, 1914 (в соавторстве)
- Illustrations of the New Zealand flora Vol.2, 1914 (в соавторстве)